# Scopula coniaria
Scopula coniaria är en fjärilsart som beskrevs av Louis Beethoven Prout 1913. Scopula coniaria ingår i släktet Scopula och familjen mätare. Inga underarter finns listade.